# Orthodera novaezealandiae
Orthodera novaezealandiae es una especie de mantis de la familia Mantidae.

## Distribución geográfica
Se encuentra en Nueva Zelanda.